# Upplands runinskrifter 795
Upplands runinskrifter 795 är en vikingatida runsten av granit som är rest vid Breds kyrka, Breds socken och Enköpings kommun. Runstenen är 1,3 meter hög och 1,25 meter bred med en runhöjd på 6-7 centimeter. Stenen är inte signerad, men utan tvekan ristad av Livsten. Det är underligt att sönernas namn inte nämns på stenen och det kan vara så att U 795 i själva verket utgjort en av två stenar i ett monument. I så fall är den andra stenen okänd och sedan länge försvunnen.

## Inskriften
Translitterering av runraden:
+ þikbyrn + lit akua + st(e)n + yfti + suni + sino +
Normalisering till runsvenska:
Þingbiorn let haggva stæin æftiʀ syni sina.
Översättning till nusvenska:
Tingbjörn lät hugga stenen efter sina söner.